# Bob van Asperen
Bob Van Asperen (Amsterdam, 8 oktober 1947) is een Nederlands klavecinist, organist, klavichordspeler en dirigent.
Na het voltooien van zijn gymnasiumopleiding studeerde Van Asperen klavecimbel en orgel aan het Sweelinck Conservatorium in Amsterdam, waar Gustav Leonhardt en Albert de Klerk zijn docenten waren. Na het voltooien van zijn studies in 1971-1972 werd hij van 1973 tot 1988 hoofdvakleraar klavecimbel aan het Koninklijk Conservatorium in Den Haag. Later leidde hij een internationale klavecimbelklas aan het Conservatorium van Amsterdam.
Van Asperen heeft deelgenomen aan een aantal festivals, zoals het Schleswig Holstein Festival, het Rheingau Festival, de Europäische Wochen Passau, het Festival de Saintes, het Festival Estival de Paris, het Festival de Piano la Roque d’Anthéron en het MAfestival Brugge.
Bob van Asperen is ook als dirigent actief. Hij woont in Bennebroek.

## Opnames
Bob van Asperen nam talrijke solo-lp's en -cd's op voor EMI, Teldec en AEOLUS.  In 1979 leidde hij de eerste uitvoering sinds de zeventiende eeuw van het door hem gereconstrueerde kamerdrama De Tranen van Petrus en Paulus op tekst van Joost van den Vondel, in 1646 gecomponeerd door diens lijfcomponist Cornelis Thymensz Padbrué.
Van Asperen heeft de eerste integrale opname gemaakt van het volledige klavecimbelwerk en de Zes Hamburgse Klavecimbelconcerten van C.P.E. Bach met het door hem geleide ensemble Melante 81, een barokorkest op historische instrumenten. Andere cd’s bevatten werken van Frescobaldi, John Bull, Scarlatti, Pièces de Clavecin van Louis Couperin op historische klavecimbels en vele werken van Bach, waaronder het Wohltemperierte Klavier, de Toccata’s, de Goldbergvariaties, de  klavecimbelconcerten, de Zes Engelse Suites en de Inventionen/Sinfonien. Van een serie van zeven cd’s met het volledig werk voor klavecimbel en orgel van Johann Jakob Froberger verschenen bij Aeolus Volume I Le Passage du Rhin en Volume II A l'Honneur de Madame Sibylle. In 2017 nam hij voor datzelfde label het verzameld klavierwerk op van de Friese componist Reijnold Popma van Oevering (1692-1781), op zowel klavecimbel als het hoofdorgel van de Grote- of Jacobijnerkerk in Leeuwarden.

## Prijzen
Verschillende opnames van Van Asperen ontvingen internationale prijzen, waaronder een Edison in 1979, de Ondas de Musica, de Preis der Deutschen Schallplattenkritik (1980) en de Caeciliaprijs (1980). De opname van de Inventionen/Sinfonien en kleine Präludien van Bach ontving de Diapason d’Or.
- Bibsys: 3068321
- Bibliothèque nationale de France: cb13900696n (data)
- CiNii: DA08601795
- Gemeinsame Normdatei: 123753260
- International Standard Name Identifier: 0000 0001 1474 6338
- Library of Congress Control Number: n83066285
- Nationale Bibliotheek van Letland: 000139660
- MusicBrainz: 1f7af258-5683-4fdd-be7a-6e60d69ad12a
- Nationale Bibliotheek van Tsjechië: xx0152568
- Nationale Bibliotheek van Israël: 987007456455605171
- Nederlandse Thesaurus van Auteursnamen: 070739072
- Système universitaire de documentation: 076038653
- Virtual International Authority File: 71579623
- WorldCat: E39PBJmdxFwXkwgVCpXvxDRtKd